# ألبرتو غالو
ألبرتو غالو (بالإيطالية: Alberto Gallo)‏ (28 أبريل 1975 - ) هو لاعب كرة قدم إيطالي في مركز الهجوم. لعب مع نادي بادوفا.

## وصلات خارجية
- ألبرتو غالو على موقع قاعدة بيانات كرة القدم.إي يو (الإنجليزية)